# هفتادمین دوره جوایز اسکار
هفتادمین دوره مراسم اعطای جوایز اسکار (انگلیسی: 70th Academy Awards) در ۲۳ مارس ۱۹۹۸ در شراین ادیتوریوم، لس آنجلس برگزار شد. در این مراسم بهترین فیلم‌های سال ۱۹۹۷ جهان به انتخاب آکادمی علوم و هنرهای تصاویر متحرک جایزه گرفتند.
بیلی کریستال مجری این مراسم بود.

## جوایز

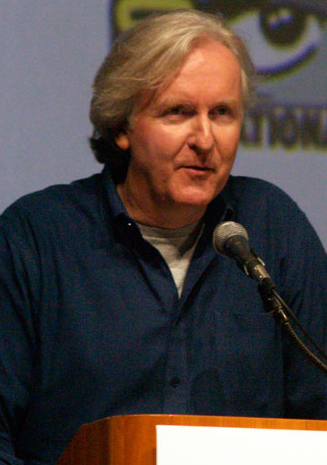
جیمز کامرون، Best Director winner

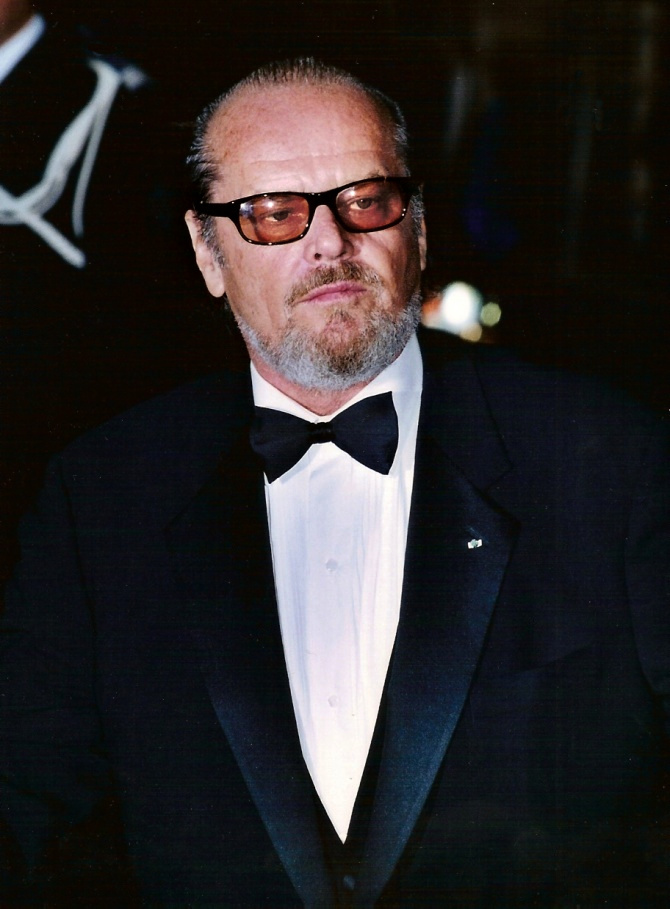
جک نیکلسون، Best Actor winner

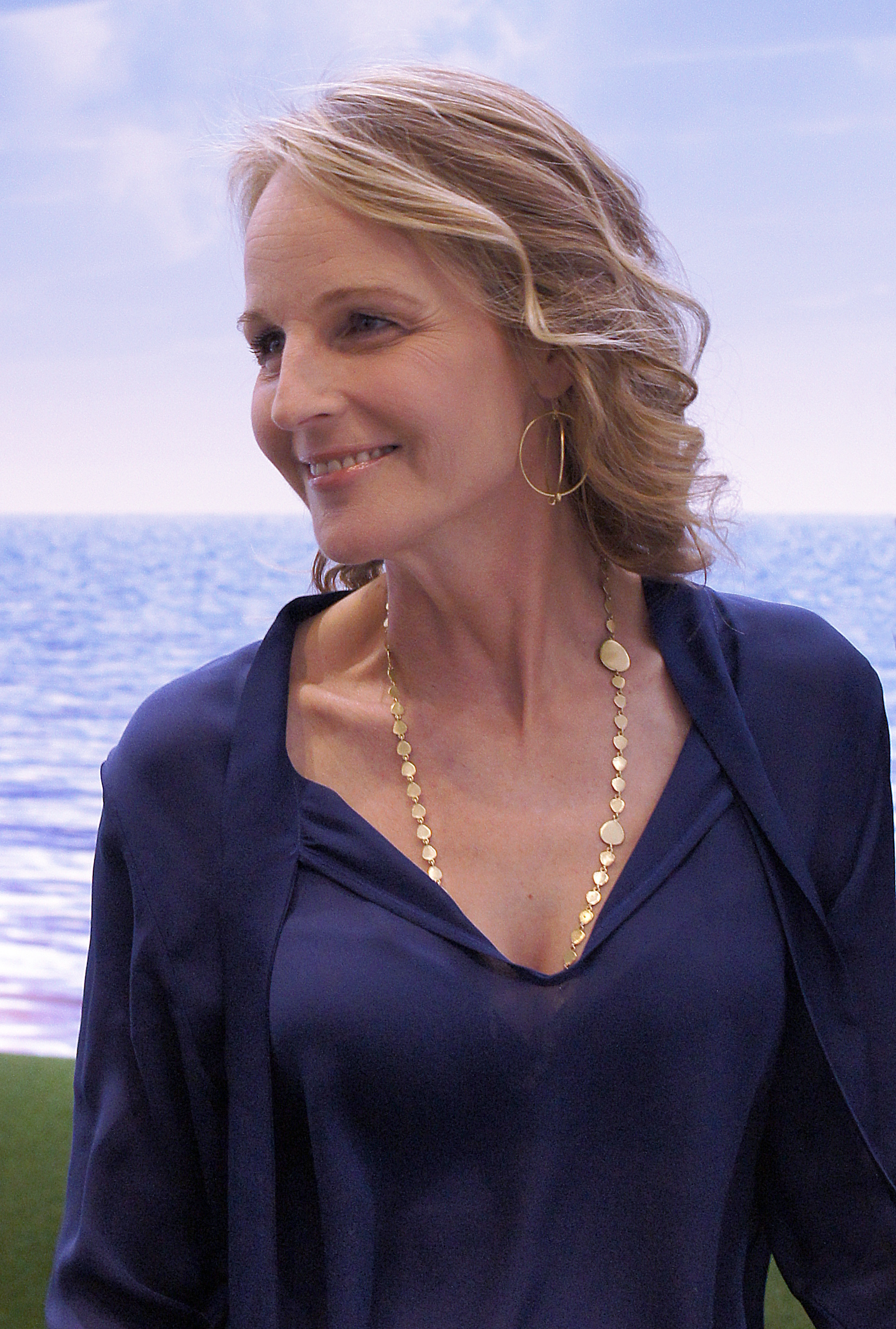
هلن هانت، Best Actress winner

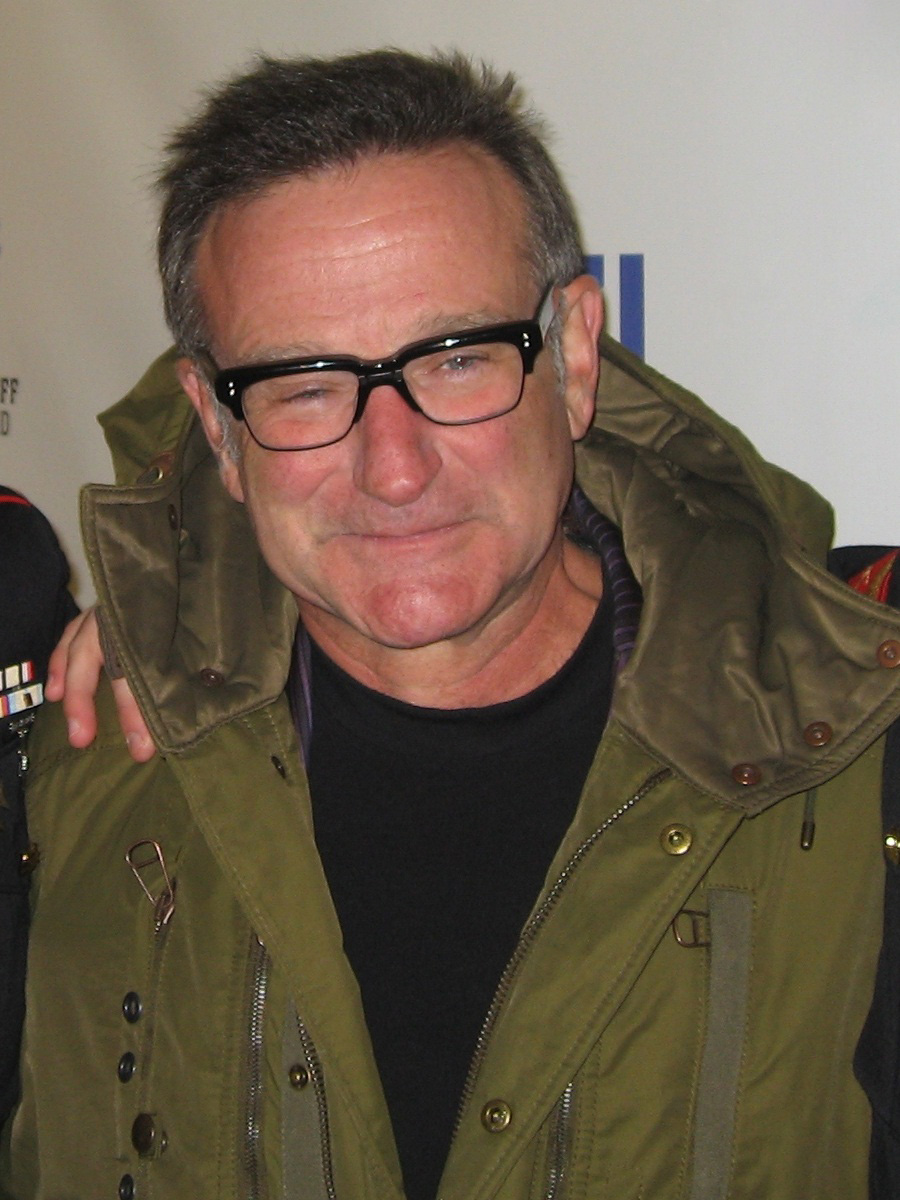
رابین ویلیامز، Best Supporting Actor winner

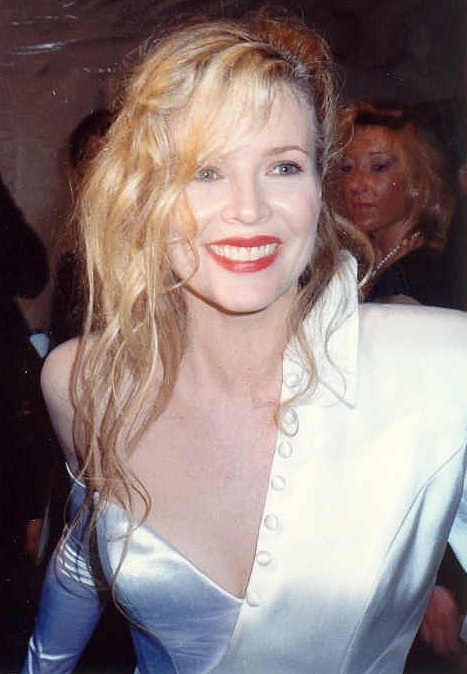
کیم بسینگر، Best Supporting Actress winner

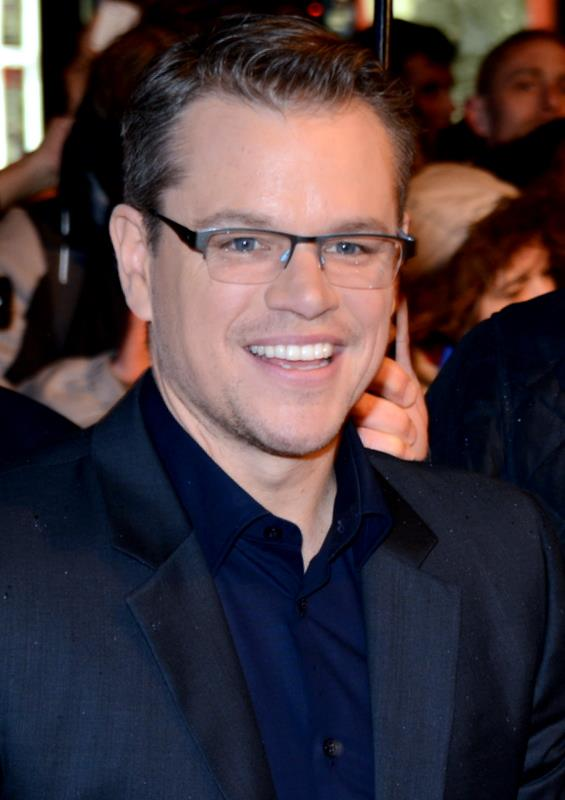
مت دیمون، Best Original Screenplay co-winner

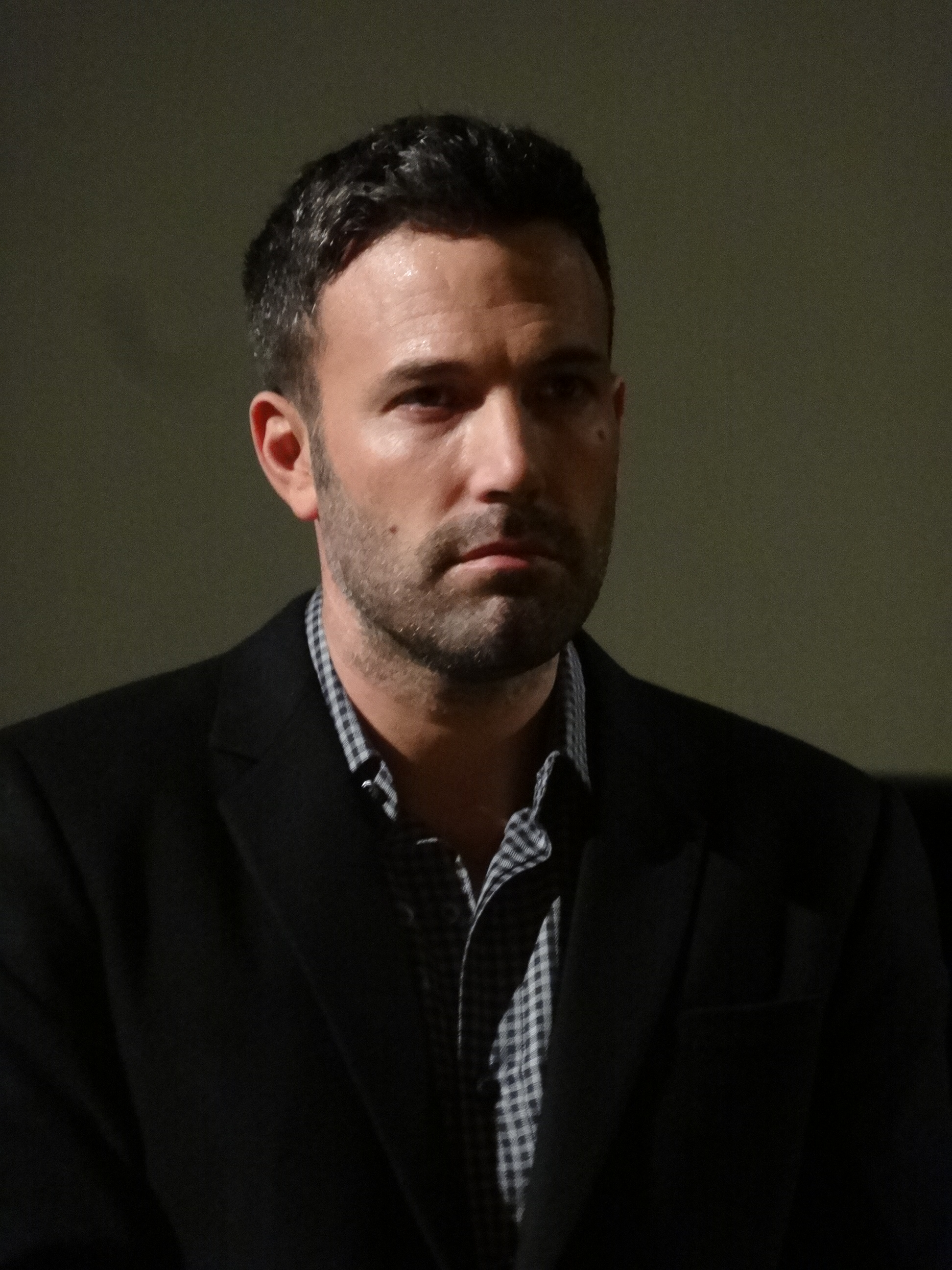
بن افلک، Best Original Screenplay co-winner

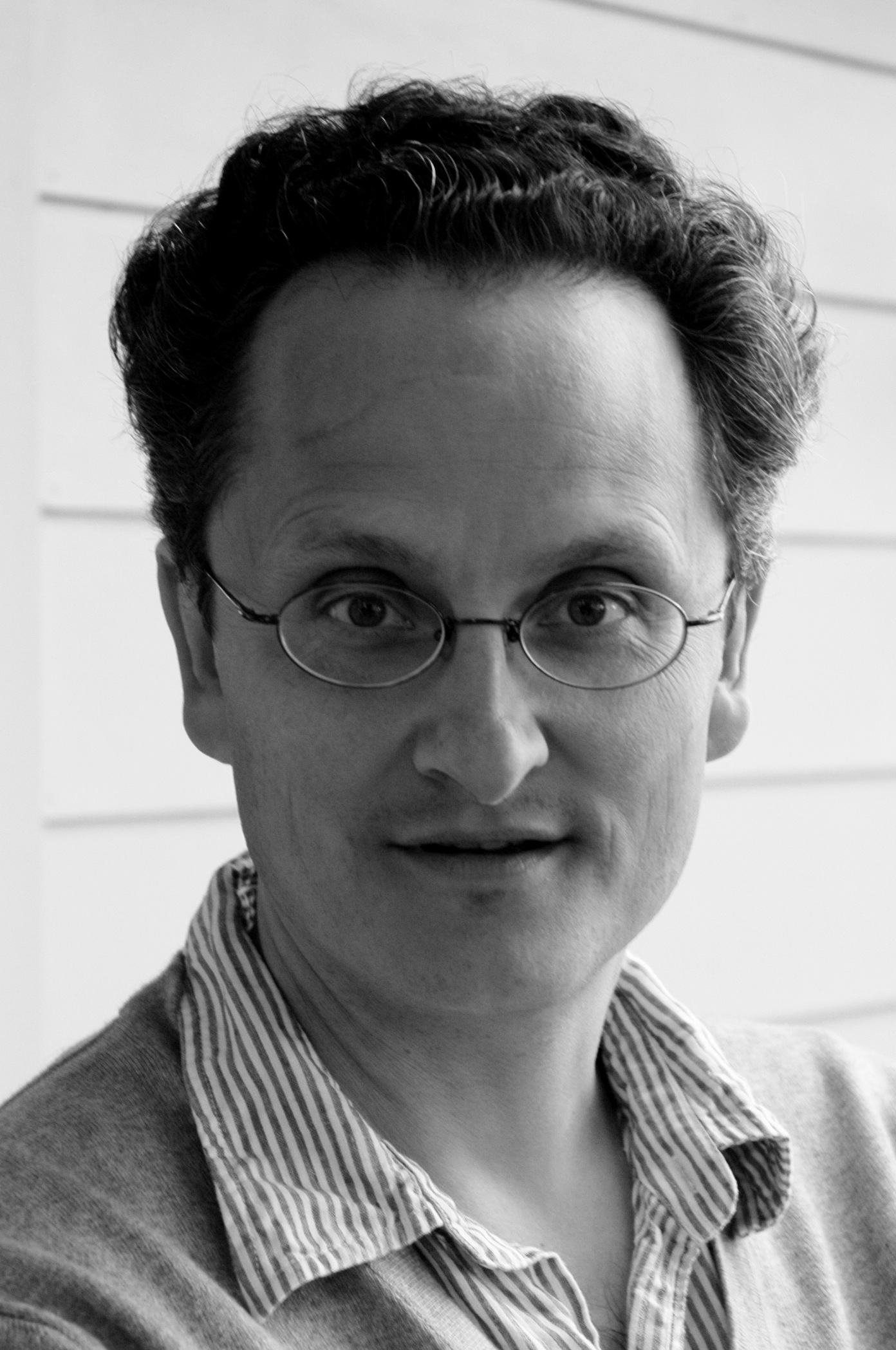
Jan Pinkava, Best Animated Short Film winner

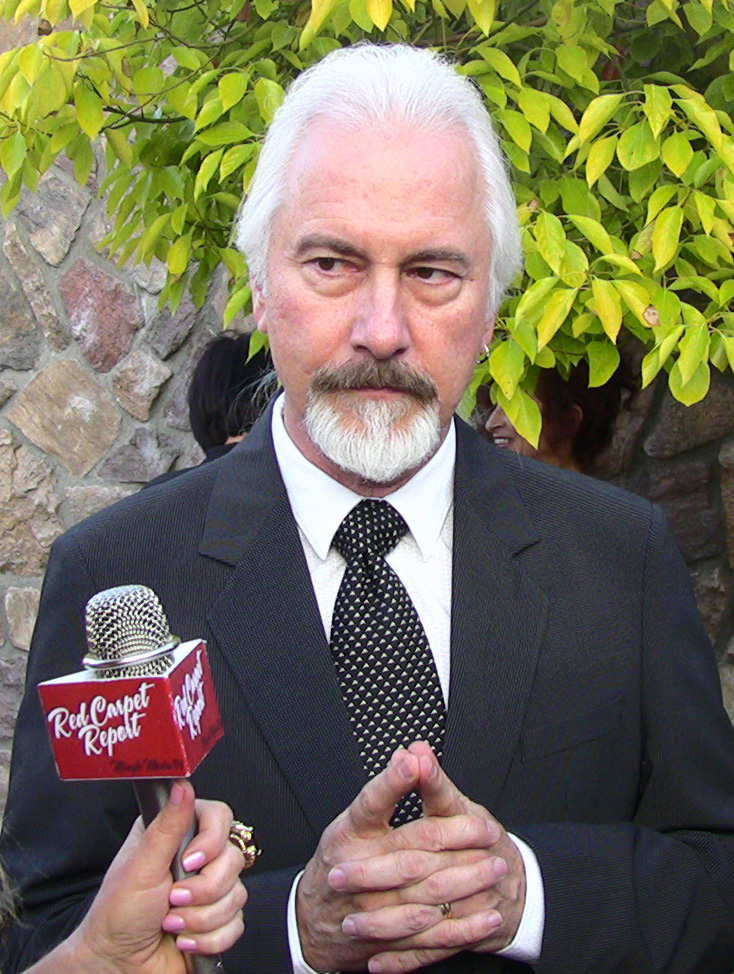
ریک بیکر, Best Makeup co-winner

برندگان نخست و در حروف برجسته پررنگ فهرست شده‌اند.
| جایزه اسکار بهترین فیلم - تایتانیک – جیمز کامرون و جان لاندو - بهتر از این نمی‌شه – جیمز ال. بروکس، Bridgit Johnson و Kristi Zea - آخر همه‌چیز – اوبرتو پازولینی - ویل هانتینگ خوب – لورنس بندر - محرمانه لس‌آنجلس – آرنان میلشان، کرتیس هنسن و Michael Nathanson                                                                | جایزه اسکار بهترین کارگردانی - جیمز کامرون – تایتانیک - پیتر کاتانیو – آخر همه‌چیز - گاس ون سنت – ویل هانتینگ خوب - کرتیس هنسن – محرمانه لس‌آنجلس - آتوم اگویان – آخرت شیرین |
| جایزه اسکار بهترین بازیگر نقش اول مرد - جک نیکلسون – بهتر از این نمی‌شه در نقش Melvin Udall - مت دیمون – ویل هانتینگ خوب در نقش Will Hunting - رابرت دووال – حواری در نقش Euliss "Sonny" Dewey, aka The Apostle E.F. - پیتر فوندا – طلای اولی در نقش Ulysses "Ulee" Jackson - داستین هافمن – سگ را بجنبان در نقش Stanley Motss | جایزه اسکار بهترین بازیگر نقش اول زن - هلن هانت – بهتر از این نمی‌شه در نقش Carol Connelly - هلنا بونهام کارتر – بال‌های کبوتر در نقش Kate Croy - جولی کریستی – شفق در نقش Phyllis Mann - جودی دنچ – خانم براون در نقش ملکه ویکتوریا - کیت وینسلت – تایتانیک در نقش Rose DeWitt Bukater |
| جایزه اسکار بهترین بازیگر نقش مکمل مرد - رابین ویلیامز – ویل هانتینگ خوب در نقش Dr. Sean Maguire - رابرت فورستر – جکی براون در نقش Max Cherry - آنتونی هاپکینز – آمیستاد در نقش جان کوئینسی آدامز - گرگ کینر – بهتر از این نمی‌شه در نقش Simon Bishop - برت رینولدز – شب‌های عیاشی در نقش Jack Horner                           | جایزه اسکار بهترین بازیگر نقش مکمل زن - کیم بسینگر – محرمانه لس‌آنجلس در نقش Lynn Bracken - جون کیوسک – درون و بیرون در نقش Emily Montgomery - مینی درایور – ویل هانتینگ خوب در نقش Skylar Grey - جولیان مور – شب‌های عیاشی در نقش Amber Waves/Maggie - گلوریا استوارت – تایتانیک در نقش Rose Dawson Calvert |
| جایزه اسکار بهترین فیلم‌نامه غیراقتباسی - ویل هانتینگ خوب – مت دیمون و بن افلک - بهتر از این نمی‌شه – Mark Andrus و جیمز ال. بروکس - هری ساختارشکن – وودی آلن - آخر همه‌چیز – سایمن بوفوی - شب‌های عیاشی – پل توماس اندرسن | جایزه اسکار بهترین فیلم‌نامه اقتباسی - محرمانه لس‌آنجلس – برایان هالگلند و کرتیس هنسن from L.A. Confidential by جیمز الروی - دنی براسکو – پل آتاناسیو from Donnie Brasco: My Undercover Life in the Mafia by Joseph D. Pistone و Richard Woodley - آخرت شیرین – آتوم اگویان from The Sweet Hereafter by راسل بنکس - سگ را بجنبان – دیوید مامیت و Hilary Henkin from American Hero by Larry Beinhart - بال‌های کبوتر – حسین امینی from The Wings of the Dove by هنری جیمز |
| جایزه اسکار بهترین فیلم خارجی‌زبان - شخصیت (Netherlands) in زبان هلندی – مایک فان دیم - Beyond Silence (Germany) in زبان آلمانی – کارولین لینک - چهار روز در سپتامبر (Brazil) in زبان پرتغالی – برونو بارتو - Secrets of the Heart (Spain) in Spanish – مونچو آرمنداریس - دزد (Russia) – پاول چوخرای                           | جایزه اسکار بهترین ترانه - قلبم ادامه خواهد داد" from تایتانیک – موسیقی اثر جیمز هورنر; ترانه اثر ویل جنینگز - "Journey to the Past" from آناستازیا – موسیقی اثر Stephen Flaherty; ترانه اثر Lynn Ahrens - "How Do I Live" from هواپیمای محکومین – موسیقی و ترانه اثر دایان وارن - "Miss Misery" from ویل هانتینگ خوب – موسیقی و ترانه اثر الیوت اسمیت - "Go the Distance" from هرکول – موسیقی اثر آلن منکن; ترانه اثر David Zippel                                   |
| Best Documentary Feature - The Long Way Home – Rabbi Marvin Hier و Richard Trank - 4 Little Girls – اسپایک لی و Sam Pollard - Ayn Rand: A Sense of Life – Michael Paxton - Colors Straight Up – Michèle Ohayon و Julia Schachter - Waco: The Rules of Engagement – Dan Gifford و William Gazecki                              | Best Documentary Short Subject - A Story of Healing – Donna Dewey و Carol Pasternak - Alaska: Spirit of the Wild – George Casey و Paul Novros - آمازون – کیت مریل و Jonathan Stern - Family Video Diaries: Daughter of the Bride – Terri Randall - Still Kicking: The Fabulous Palm Springs Follies – Mel Damski و Andrea Blaugrund |
| جایزه اسکار بهترین فیلم کوتاه - Visas and Virtue – Chris Tashima و Chris Donahue - Dance Lexie Dance – Tim Loane - It's Good to Talk – Roger Goldby و Barney Reisz - Sweethearts? – Birger Larsen و Thomas Lydholm - Wolfgang – آندرس توماس ینسن و Kim Magnusson                                                              | جایزه اسکار بهترین پویانمایی کوتاه - بازی جری – Jan Pinkava - Famous Fred – Joanna Quinn - The Old Lady and the Pigeons – سیلوین شومه - Redux Riding Hood – Steve Moore and Dan O'Shannon - Rusalka – الکساندر پتروف (پویانما) |
| جایزه اسکار بهترین موسیقی فیلم - تایتانیک – جیمز هورنر - ویل هانتینگ خوب – دنی الفمن - محرمانه لس‌آنجلس – جری گلدسمیت - آمیستاد – جان ویلیامز - کوندان – فیلیپ گلس | جایزه اسکار بهترین موسیقی فیلم - آخر همه‌چیز – آن دادلی - مردان سیاه‌پوش – دنی الفمن - بهتر از این نمی‌شه – هانس زیمر - عروسی بهترین دوست من – جیمز نیوتن هاوارد - آناستازیا – Stephen Flaherty, Lynn Ahrens و دیوید نیومن |
| جایزه اسکار بهترین تدوین صدا - تایتانیک – Tom Bellfort و کریستوفر بویز - تغییر چهره – Mark Stoeckinger و Per Hallberg - عنصر پنجم – Mark Mangini | Best Sound - تایتانیک – گری رایدستورم، Tom Johnson, گری سامرز و Mark Ulano - تماس – رندی تام، Tom Johnson, Dennis S. Sands و William B. Kaplan - ایر فورس وان – Paul Massey, Rick Kline, Doug Hemphill و Keith A. Wester - هواپیمای محکومین – Kevin O'Connell, Greg P. Russell و Art Rochester - محرمانه لس‌آنجلس – Andy Nelson, انا بلمر و Kirk Francis |
| جایزه اسکار بهترین طراحی صحنه - تایتانیک – Peter Lamont و Michael D. Ford - مردان سیاه‌پوش – بو ولچ; Cheryl Carasik - کوندان – دانته فرتی; Francesca Lo Schiavo - گاتاکا – Jan Roelfs; Nancy Nye - محرمانه لس‌آنجلس – Jeannine Oppewall; Jay Hart                                                                               | جایزه اسکار بهترین فیلمبرداری - تایتانیک – راسل کارپنتر - محرمانه لس‌آنجلس – دانته اسپینوتی - بال‌های کبوتر – ادواردو سرا - آمیستاد – یانوش کامینسکی - کوندان – راجر دیکینس |
| Best Makeup - مردان سیاه‌پوش – ریک بیکر و David LeRoy Anderson - خانم براون – Lisa Westcott, Veronica Brebner و Beverley Binda - تایتانیک – Tina Earnshaw, گرگ کینم و Simon Thompson | جایزه اسکار بهترین طراحی لباس - تایتانیک – دبورا لین اسکات - کوندان – دانته فرتی - اسکار و لوسیندا – Janet Patterson - آمیستاد – Ruth E. Carter - بال‌های کبوتر – سندی پاول |
| جایزه اسکار بهترین تدوین - تایتانیک – کانرد باف چهارم, جیمز کامرون و ریچارد ای. هریس - محرمانه لس‌آنجلس – پیتر هونس - ویل هانتینگ خوب – پیترو اسکالیا - ایر فورس وان – ریچارد فرانسیس-بروس - بهتر از این نمی‌شه – ریچارد مارکز                                                                                                  | جایزه اسکار بهترین جلوه‌های تصویری - تایتانیک – Robert Legato, Mark A. Lasoff, Thomas L. Fisher و Michael Kanfer - جهان گمشده: پارک ژوراسیک – Dennis Muren, استن وینستون، Randal Dutra و Michael Lantieri - سربازان سفینه – فیل تیپت، اسکات ای. اندرسون، Alec Gillis و John Richardson |

## جایزه اسکار افتخاری
- استنلی دانن[۳]

## فیلم‌های با بیش از یک جایزه یا نامزدی
| نامزدها | فیلم              |
| ------- | ----------------- |
| 14      | تایتانیک          |
| ۹       | ویل هانتینگ خوب   |
| ۹       | محرمانه لس‌آنجلس   |
| 7       | بهتر از این نمی‌شه |
| ۴       | آمیستاد           |
| ۴       | آخر همه‌چیز        |
| ۴       | کوندان            |
| ۴       | بال‌های کبوتر      |
| ۳       | شب‌های عیاشی       |
| ۳       | مردان سیاه‌پوش     |
| ۲       | ایر فورس وان      |
| ۲       | آناستازیا         |
| ۲       | هواپیمای محکومین  |
| ۲       | خانم براون        |
| ۲       | آخرت شیرین        |
| ۲       | سگ را بجنبان      |

| جوایز | فیلم              |
| ----- | ----------------- |
| 11    | تایتانیک          |
| ۲     | بهتر از این نمی‌شه |
| ۲     | ویل هانتینگ خوب   |
| ۲     | محرمانه لس‌آنجلس   |